# La Siempreviva
La Siempreviva är en ort i Mexiko.   Den ligger i kommunen Nopala de Villagrán och delstaten Hidalgo, i den sydöstra delen av landet, 110 km nordväst om huvudstaden Mexico City. La Siempreviva ligger 2 616 meter över havet och antalet invånare är 375.
Terrängen runt La Siempreviva är huvudsakligen kuperad, men åt sydväst är den platt. La Siempreviva ligger uppe på en höjd. Runt La Siempreviva är det ganska glesbefolkat, med 42 invånare per kvadratkilometer. Närmaste större samhälle är Nopala de Villagran, 2,9 km väster om La Siempreviva. I omgivningarna runt La Siempreviva växer huvudsakligen savannskog.